# Борисовское плато
Борисовское плато (до 1972 года было также известно как Шуфанское плато) — низкогорное базальтовое плато на границе РФ (Приморье) и КНР (Хэйлунцзян). Занимает север Хасанского района, западные части Надеждинского района и Уссурийского городского округа. Включается в систему Восточно-Маньчжурских гор. На юге переходит в хребет Чёрные горы. До 2008 года на плато существовал одноимённый заказник площадью 63 429 га. В 2008 году был включен в состав новообразованного Леопардового заказника.

## География
Высшая точка плато — г. Пологая, высотой 741,1 м. На востоке плато ограничивает долина реки Раздольная. От вершины горы Пологой в разные стороны расходятся пять хребтов: Валунный, Абрикосовый, Непроходимый, Плоский и Лесной. Их разделяют долины коротких, но полноводных рек: Большая Кедровка, Первая Речка, Вторая Речка, Нежинка, Ананьевка, Грязная, Амба и др. Флора плато соотносится с высотной поясностью. Полидоминантные широколиственные леса встречаются до высоты 300 м над уровнем моря и занимают 65 % девственной площади плато. На хвойно-широколиственные леса приходится 34 % лесопокрытой территории Борисовского плато. Среди них наиболее широко распространены горные чернопихтарники до высоты 600—650 м. На сухих склонах сопок встречается и субтропический вид абрикос маньчжурский. На высотах более 650 м встречаются небольшие островки кедрово-широколиственных лесов с участием пихты белокорой и ели аянской (1 %). Популяция копытных на Борисовском (Шуфанском) плато была предметом внимательного изучения учёных за последние 150 лет. Сельскохозяйственныe угодья на территории плато невелики и расположены они, в основном, по долинам крупных рек в их нижнем течении.